# Ashley Walden
Ashley Walden nata Hayden (Framingham, 5 novembre 1981) è un'ex slittinista statunitense.
È la moglie di Bengt Walden, di cui ha preso il cognome dopo il matrimonio, a sua volta ex slittinista di alto livello.

## Biografia
Inizialmente conosciuta con il cognome da nubile, dopo il matrimonio avvenuto nell'estate del 2006 con Bengt Walden, a sua volta ex-slittinista di livello internazionale, prese il cognome del marito e solo saltuariamente venne indicata come Ashley Hayden-Walden.
Iniziò a gareggiare per la nazionale statunitense nelle varie categorie giovanili nella specialità del singolo, ottenendo la vittoria nella classifica finale della Coppa del Mondo giovani nel singolo nel 1997/98.
A livello assoluto esordì in Coppa del Mondo nella stagione 1998/99 conquistò il primo podio il 25 gennaio 2004 nella gara a squadre ad Igls (3ª) ed in classifica generale come miglior risultato si piazzò all'ottavo posto nel singolo nel 2003/04.
Partecipò ad una edizione dei Giochi olimpici invernali, a Salt Lake City 2002, in cui terminò in ottava posizione la prova individuale.
Prese parte altresì ad otto edizioni dei campionati mondiali, conquistando due medaglie d'argento nelle prove a squadre a Nagano 2004 ed a Park City 2005, mentre nel singolo ottenne il suo miglior piazzamento nella stessa rassegna casalinga del 2005 giungendo al quarto posto.
Si ritirò dalle competizioni durante la stagione 2011/12, dopo aver gareggiato nelle prime tre tappe del circuito e solo pochi mesi dopo, grazie alla sua laurea in sport management, entrò a far parte dei quadri dirigenziali della United States Bobsled & Skeleton Federation.

## Palmarès

### Mondiali
- 2 medaglie:
  - 2 argenti (gara a squadre a Nagano 2004; gara a squadre a Park City 2005).

### Coppa del Mondo
- Miglior piazzamento in classifica generale nel singolo: 8ª nel 2003/04.
- 6 podi (1 nel singolo e 5 nelle gare a squadre):
  - 6 terzi posti.

### Coppa del Mondo giovani
- Vincitrice della Coppa del Mondo giovani nella specialità del singolo nel 1997/98.